# Té de crisantemo
El té de crisantemo es un tisana hechas con flores de crisantemos de las especies Chrysanthemum morifolium o Chrysanthemum indicum, que son populares en el este de Asia. Para preparar este Té de hierbas chino, las flores de crisantemo (normalmente secas) se maceran en agua caliente (normalmente de 90 a 95°C, dejándola enfriar tras hervir) en una tetera, taza o vaso. A menudo se añade azúcar roca y ocasionalmente también bayas de goji. La bebida resultante es transparente y tiene un color entre amarillo pálido y fuerte, con aroma a flores. En la tradición china, cuando se bebe un tazón de té de crisantemo se suele añadir agua caliente de nuevo a las flores (obteniendo así un té ligeramente más suave), proceso que a menudo se repite varias veces.

## Variedades
Diversas variedades de crisantemo, que van del blanco al amarillo claro o fuerte, se emplean para hacer té. Algunas son:
- Huángshān gòngjú (黄山贡菊, literalmente ‘crisantemo montaña amarilla’), también llamado simplemente gòngjú (贡菊)
- Hángbáijú (杭白菊), procedente de Tongxiang, cerca de Hangzhou, también llamado simplemente hángjú (杭菊)
- Chújú (滁菊), procedente del distrito Chuzhou de Anhui
- Bójú (亳菊), procedente del distrito Bozhou de Anhui

De estos, los dos primeros son los más populares. Algunas variedades presentan un Capítulo visiblemente amarillo mientras otras no.

## Uso medicinal
El té de crisantemo tiene muchos supuestos usos medicinales, incluyendo la ayuda para recuperarse de la gripe, del acné y como hierba «refrescante». Según la medicina tradicional china, la tisana puede ayudar a prevenir la faringitis y propicia la bajada de la fiebre. En Corea es bien conocido por su uso medicinal para hacer que la gente esté más despierta y a menudo se usa para despertarse. En la medicina herbal occidental, el té de crisantemo se bebe y emplea para tratar desórdenes circulatorios como varices y arterioesclerosis.
En la medicina tradicional china, el té de crisantemo también se usa para tratar los ojos, y se dice que limpia el hígado y los ojos. Se cree que es efectivo para tratar el dolor de ojos relacionado con el estrés y la deficiencia de yin. También se usa para tratar la vista borrosa, los puntos en la visión, la disminución de esta y el vértigo. El hígado está relacionado con el elemento árbol que gobierna los ojos y está relacionado con la ira, el estrés y las emociones relacionadas.

## Té de crisantemo comercial
Aunque típicamente se prepara en casa, el té de crisantemo también está disponible como bebida preparada en muchos restaurantes asiáticos (especialmente chinos) y también se vende en diversas tiendas de bebidas, así como en ultramarinos de fuera de Asia, enlatado o envasado. Debido a su presunto valor medicinal, también está disponibles en tienda de medicinas tradicionales chinas, a menudo mezclado con otros ingredientes.